# Onthophagus subcancer
Onthophagus subcancer là một loài bọ cánh cứng trong họ Bọ hung (Scarabaeidae).